# 文京区立第一中学校
文京区立第一中学校（ぶんきょうくりつだいいちちゅうがっこう）は、東京都文京区にある公立中学校。

## 概要
柔道部は過去に全国大会に出場している。
教育目標
- 進んで学習し、よく考える人
- 責任を重んじ、思いやりのある人
- 心身ともに健康で、ねばり強い人

## 沿革
- 1947年（昭和22年）
  - 4月1日 - 開校。
  - 5月1日 - 都立第五、第二女子高等学校の教室を借りて授業を開始する。
- 1948年（昭和23年）9月8日 - 都立小石川・竹早高等学校、窪町小学校の数室を借りて授業。
- 1949年（昭和24年）
  - 4月9日 - 第1期工事・北校舎1,035㎡（11教室）完工。
  - 9月16日 - 落成式。
- 1950年（昭和25年）
  - 8月11日 - 第2期工事・東校舎759㎡（6教室及び地階2室）完工。
  - 9月16日 - 落成式。
- 1954年（昭和29年）7月15日 - 第3期工事・東校舎増築644㎡（4教室及び地階3室）完工。
- 1955年（昭和30年）9月10日 - 文部省産業教育校に指定。
- 1956年（昭和31年）4月30日 - 第4期増築工事587㎡完工。
- 1959年（昭和34年）7月20日 - 体育館615㎡完工。
- 1963年（昭和38年）4月27日 - 第6期増改築工事1,079㎡完工。
- 1967年（昭和42年）2月6日 - 完全給食実施。
- 1975年（昭和50年）
  - 4月1日 - 第7期校舎改築工事2,749㎡完工。
  - 10月23日 - 校庭、荒木田舗装完工。
- 1991年（平成3年）10月14日 - 新体育館着工。
- 2011年（平成23年）4月1日 - 特別支援学級（5組）開級。
- 2015年（平成27年）12月31日 - 第1期学校快適化工事完了。

## 学校周辺
- 竹早公園 - 文京区道をはさんで、敷地が隣接。
- 文京区立小石川図書館
- 国道254号
- 東京メトロ茗荷谷駅

## 著名な出身者
- 鈴木博之 - 建築史家、博物館明治村名誉館長、東大名誉教授
- 五味奈津実 - 柔道家
- ベイカー茉秋 - 柔道家
- 小原拳哉 - 柔道家
- ウルフ・アロン - 柔道家
- グリーンカラニ海斗 - 柔道家
- 西願寺里保 - 柔道家
- おのののか - タレント
- 矢地祐介 - 総合格闘家
- 能瀬慶子 - 元女性歌手、女優